# Logica termenilor
deductiv

## LOGICA TERMENILOR
Logica tradițională, numită și logica termenilor, este un termen utilizat pentru a desemna tradiția logică care a fost inițiată de Aristotel și care a supraviețuit până la apariția logicii predicatelor, care a avut loc la sfârșitul secolului XIX.
Filosofia anterioară perioadei lui Frege și Russel poate fi, uneori, dificil de înțeles fără o cunoaștere elementară a terminologiei și a ideilor care au fost asumate de toți filosofii din trecutul mai îndepărtat. Acest articol reprezintă o introducere de bază a logicii tradiționale.
Cuprins : 
1 Sistemul lui Aristotel
2 Baza
3 Termenul
4 Propoziția
5 Termenii singulari
6 Declinul logicii termenilor
7 Logica revizionistă
8 Referințe
9 Vezi și
10 Referințe externe

### SISTEMUL LUI ARISTOTEL
Articol principal : Organon
Scrierile lui Aristotel sunt colectate în șase texte care sunt, în mod colectiv, numite Organon. În particular, din colecția acelor texte, două, respectiv Prior Analytics  și  De interpretatione, reprezintă, ceea ce am putea numi, inima tratamentului Aristotelic al judecăților și al inferențelor formale, aceastea constituind partea logică principală a operei lui Aristotel.

### BAZA
Asumpția fundamentală a teoriei este că propozițiile sunt compuse din doi termeni - de aici numele "teoria celor doi termeni" sau "logica termenilor" - și că, în consecință, procesul de raționare este compus din propoziții.

### TERMENUL
Termenul (etimologic, din grecescul horos) este componenta de bază a propoziției. Sensurile originale ale lui horos (și, de asemenea, ale latinescului terminus) sunt "extremă" sau "margine". Cei doi termeni compun propoziția, când sunt conectați prin intermediul afirmației sau negației.

Pentru Aristotel, un termen este, simplu, un "lucru", o parte a propoziției. Pentru unii logicieni din perioada timpurie a modernității, ca Arnauld (a cărui Port-Royal Logic a fost cel mai bine cunoscut text al zilelor lui), el este o entitate psihologică, cum e "ideea" sau "conceptul". Mill a considerat termenul ca fiind un cuvânt. Nici una din interpretările anterioare sunt complet satisfăcătoare. Asertând că ceva este un unicorn, nu se asertează orice despre orice. "Toți grecii sunt oameni" nu descrie că ideile Grecilor sunt ideile oamenilor, și nu descrie nici că cuvântul "Greci" este cuvântul "oamenilor".  Propoziția nu poate fi construită din idei sau din lucruri reale, dar nici nu este constituită din cuvinte fără sens. Aceasta este o problemă despre sensul, înțelesul limbajului care încă nu este complet rezolvată. (Vezi cartea lui Prior, mai jos, pentru a cunoaște o excelentă discuție a problemei).

### PROPOZIȚIA
Propozițiile sunt forme logice prin care se exprimă un singur raport dintre doi termeni, fără a condiționa acest raport cu altceva.                                                                                 După cantitate, propozițiile pot fi: universale(extensiunea subiectului este considerată in totalitate) sau particulare(extensiunea subiectului este considerată doar parțial)                 După calitate, propozițiile pot fi: afirmative( predicatul afirmă ceva) sau negative(predicatul neagă ceva)  